# Conny van Diest
Connie van Diest (Baarn, 3 mei 1954) is een Nederlandse triatlete. Ze was de eerste Nederlands kampioene lange afstand. 
Connie begon met triatlons, nadat ze geïnspireerd was geraakt door de finishbeelden van Julie Moss in 1982. In 1983 won ze de triatlon van Almere met een tijd van 13:10.53. Hiermee was ze de eerst Europese vrouw die een hele triatlon deed.
Na deze wedstrijd stopte ze met triatlons. 

## Titels
- Nederlands kampioene triatlon op de lange afstand - 1983

## Palmares

### triatlon
- 1983:  NK - 13:10.53